# Amedeo Fago
Amedeo Fago (Roma, 12 giugno 1940) è uno sceneggiatore, regista e scenografo italiano.

## Biografia
Nasce a Roma il 12 giugno 1940 e si laurea in architettura presso l'Università di Roma, maturando le prime esperienze di spettacolo già negli anni del liceo e di università.
Verso la fine degli anni sessanta inizia la sua attività come architetto scenografo collaborando, nel corso degli anni, ad oltre 40 film con importanti registi tra cui Elio Petri (Un tranquillo posto di campagna e Le buone notizie), Marco Bellocchio (Nel nome del padre, Marcia trionfale, Il gabbiano, Salto nel vuoto, Il sogno della farfalla), Lina Wertmüller (Mimì metallurgico ferito nell'onore, In una notte di chiaro di luna), Carlo Lizzani (Torino nera, Mussolini ultimo atto), Pierre Kast (L'herbe rouge), Emidio Greco (L'invenzione di Morel, Ehrengard, Una storia semplice), Fabio Carpi (Barbablù, Barbablù, L'amore necessario, Le intermittenze del cuore) e altri.
Nel 1973 è ideatore e fondatore, a Roma, del centro culturale polivalente Il Politecnico che presiede e dirige, nelle sue svariate attività, fino al 1993. Nel 1976 esordisce nella regia teatrale con La morte del dottor Faust di Michel de Ghelderode. Nel 1978 inizia l'attività di drammaturgo con Auto-ritratt-azione e a breve distanza Risotto, spettacolo che ha riscosso uno straordinario successo internazionale essendo rappresentato, nell'arco di oltre vent'anni, in Francia, Paesi Bassi, Spagna, Germania, Brasile e Russia. A Risotto fanno seguito Segreteria telefonica Io, patria, famiglia e Polaroid.
Dopo alcuni cortometraggi, nel 1985 esordisce nella regia cinematografica con La donna del traghetto che viene selezionato l'anno seguente per la 39ª edizione del festival di Cannes. Dal 1987 al 1994 promuove con l'associazione Politecnico cinema una serie di iniziative a sostegno del cinema indipendente italiano tra cui La carica dei 28 e successivamente Una sala per il cinema italiano.
Realizza successivamente Tra due risvegli nel 1992 e Giochi d'equilibrio nel 1997. Dal 2004 dirige, con Lia, Luisa e Morando Morandini, il LauraFilmFestival di Levanto. È inoltre docente del corso di teoria e tecnica del linguaggio cinematografico e semiologia dell'audiovisivo presso la Facoltà di Architettura Valle Giulia dell'Università di Roma.

## Filmografia

### Regista
- Il gorilla quadrumano (1974)
- Se ho un leone che mi mangia il cuor (1977)
- De uxore cerdonis (1977)
- La donna del traghetto (1986)
- Potere dromedario (1987)
- La pizza (1990)
- Tra due risvegli (1993)
- Giochi d'equilibrio (1998)
- A Laura (2004)

### Scenografo
- Top Crack, regia di Mario Russo (1967)
- La donna, il sesso e il superuomo, regia di Sergio Spina (1967)
- Il dolce corpo di Deborah, regia di Romolo Guerrieri (1968)
- Un tranquillo posto di campagna, regia di Elio Petri (1968)
- O' Cangaceiro, regia di Giovanni Fago (1970)
- Un gioco per Eveline, regia di Marcello Avallone (1971)
- Mimì metallurgico ferito nell'onore, regia di Lina Wertmüller (1971)
- Nel nome del padre, regia di Marco Bellocchio (1971)
- Torino nera, regia di Carlo Lizzani (1972)
- Dio, sei proprio un padreterno!, regia di Michele Lupo (1973)
- Mussolini ultimo atto, regia di Carlo Lizzani (1973)
- Donna è bello (1974)
- Fatevi vivi, la polizia non interverrà, regia di Giovanni Fago (1974)
- L'invenzione di Morel, regia di Emidio Greco (1974)
- Terminal, regia di Mario Breccia (1974)
- Movie Rush - La febbre del cinema, regia di Ottavio Fabbri (1975)
- Marcia trionfale, regia di Marco Bellocchio (1975)
- Antonio Gramsci - I giorni del carcere, regia di Lino Del Fra (1976)
- Difficile morire (1977)
- Il giorno dei cristalli (1977)
- La vita di Rossini (1978)
- Buone notizie, regia di Elio Petri (1979)
- Salto nel vuoto, regia di Marco Bellocchio (1979)
- Il prete di Caltagirone (1980)
- Ehrengard (1981)
- Il regalo (Le cadeau), regia di Michel Lang (1982)
- L'herbe rouge (1984)
- La luna (1984)
- La messa è finita, regia di Nanni Moretti (1985)
- Barbablù, Barbablù (1987)
- In una notte di chiaro di luna (1989)
- Porte aperte, regia di Gianni Amelio (1989)
- L'amore necessario (1990)
- Una storia semplice (1991)
- Il sogno della farfalla (1993)
- The son of Sandokan (1998)
- Sulla spiaggia di là dal molo (1999)
- Nobel (2000)
- Il lato oscuro, regia di Gianpaolo Tescari - miniserie televisiva (2002)
- Pontormo (2002)
- Le intermittenze del cuore (2003)
- The moon and the stars (2004)

### Attore
- Ritratto di donna distesa - film TV, regia di Fiorella Infascelli (1980)

## Teatro

### Regista
- La morte del dott. Faust, Teatro Politecnico di Roma (1976)
- Puzza di basilico, Teatro Politecnico di Roma (1982)
- Benvenuti in Italia, Teatro Argentina di Roma (1984)
- Cuori separati, Teatro Studio XX Secolo di Roma (1997)

#### Autore regista e attore
- Auto-ritratt-azione, Teatro Politecnico di Roma (1978)
- Risotto, Teatro Politecnico di Roma (1978-1979)
- Politekniade, Galleria Ferro di Cavallo di Roma (1979)
- Io, patria, famiglia, Teatro Politecnico di Roma (1981)
- Segretaria telefonica, Teatro Politecnico di Roma (1982-1983)
- Polaroid, Teatro Politecnico di Roma e Teatro Out Off di Milano (1990)
- Pouilles, le ceneri di Taranto, Théatre Gerard Philipe di Saint Denis, Teatro Vascello di Roma, Teatro Nohma di Milano (2015), Teatro India di Roma (2018)